# Elijah Millsap
Elijah Millsap (ur. 12 sierpnia 1987 w Grambling) – amerykański koszykarz meksykańskiego pochodzenia, występujący na pozycjach rzucającego obrońcy lub  niskiego skrzydłowego, obecnie zawodnik Malvin Montevideo .
Jego trzej bracia są również koszykarzami, najstarszy – John występował w meksykańskiej lidze LNBP (Liga Nacional de Baloncesto Profesional), D-League oraz kilku zespołach podczas ligi letniej NBA, młodszy – Abraham na Tennessee State University, natomiast o 2 lata starszy Paul reprezentuje barwy klubu Atlanta Hawks.
5 stycznia 2016 został zwolniony przez Utah Jazz. 8 kwietnia 2017 został podpisał kilkuletni kontrakt z Phoenix Suns. 14 października został zwolniony.
15 kwietnia 2019 dołączył do urugwajskiego Malvin Montevideo.

## Osiągnięcia
Stan na 11 kwietnia 2017, na podstawie, o ile nie zaznaczono inaczej.
NCAA
- Mistrz sezonu regularnego dywizji zachodniej konferencji Sun Belt (2008)
- Najlepszy pierwszoroczny zawodnik konferencji Sun Belt (2007)
- Zaliczony do:
  - I składu konferencji USA (2010)

D-League
- Zaliczony do:
  - II składu:
    - D-League (2012)
    - debiutantów D-League (2011)

  - III składu defensywnego D-League (2013)
- Uczestnik meczu gwiazd D-League (2012)
- Zawodnik tygodnia (9.04.2012)

Inne
- Zdobywca Pucharu Gubernatora (2013 – Filipiny)